# カルシウム
カルシウム（新ラテン語: calcium、英: calcium [ˈkælsiəm]）は、原子番号20番の元素である。元素記号はCa。原子量は40.08。第2族元素、アルカリ土類金属、金属元素のひとつ。

## 名称
calcium の名は、石を意味するラテン語の calx から転じ石灰を意味した calcsis に由来する。

## 性質
酸化数はわずかな例外を除き、常に+IIとなる。比重1.55の非常に柔らかい金属で、融点は840–850 °C、沸点は1480–1490 °C（異なる実験値あり）。結晶構造は、温度条件により3つ存在し、250 °C以下では、立方最密充填構造が、250–450 °Cの間では六方最密充填構造、450–839 °Cの間では体心立方格子がそれぞれ最も安定となる。
単体を空気中で放置すると酸素・水・二酸化炭素と反応して腐食するため、不活性ガスを充填した状態で販売される。鉱油中で保存することもある。
単体金属を空気中で加熱すると炎をあげて燃焼する。
{\displaystyle {\ce {2Ca + O2 -> 2CaO}}}
水に加えると容易に反応して水素を発生する。生成した水酸化カルシウム水溶液は石灰水と呼ぶ。
{\displaystyle {\ce {Ca + 2H2O -> Ca(OH)2 + H2 (^)}}}
石灰水に二酸化炭素を通すと炭酸カルシウムの白い沈殿を生じる。
{\displaystyle {\ce {Ca(OH)2 + CO2 -> CaCO3 (v) + H2O}}}
この状態から過剰に二酸化炭素を加えると沈殿は溶けて溶液となる。この反応は可逆的であり、加熱すると再び炭酸カルシウムの沈殿を生じる。
{\displaystyle {\ce {CaCO3 + CO2 + H2O -> Ca(HCO3)2}}}
また炭酸カルシウムを1170 °C以上で加熱することで酸化カルシウム（生石灰）が得られる。
{\displaystyle {\ce {CaCO3(s) -> CaO(s) + CO2(g)}}}
この酸化物を高温の炎で熱すると明るい白色光を発するので電灯が導入される前に主に劇場のスポットライトとして用いられた。また酸化カルシウムは水と反応して水酸化カルシウム（消石灰）を生成する。
{\displaystyle {\ce {CaO(s) + H2O(l) -> Ca(OH)2(s)}}}
ハロゲンとは気相中で直接反応し、ハロゲン化物を生成する。
アルコールに溶解してカルシウムアルコキシド（(C2H5O)2Ca）、液体アンモニアに溶解して青色溶液となり、アンモニアを蒸発させるとヘキサアンミンカルシウム（[Ca(NH3)6]）となる。
水と容易に反応して水素を発生するため、日本の消防法ではアルカリ土類金属として、危険物第3類（禁水性物質）に指定されている。

## 歴史
カルシウムは古代ローマ時代からカルックス（calx）という名前で知られ、化学的な性質を化合物の形で利用されていた。ラボアジエの33元素にもライム（酸化カルシウム）が含まれている。calxはギリシャ語のchalix(カリクス,「小石」)に由来し「石灰」の他「小石」の意味も持っていた。派生したcalculus(カルクルス)は「計算用の小石」、更に「計算」の意味を持つようになり、英語のcalculateやcalculus等の語の由来とされている。
石灰（炭酸カルシウム）を主成分とする石灰岩や大理石は耐久性と加工性のバランスがよく、ピラミッドやパルテノン神殿などで石材として利用されている。しかし、カルシウムの化学的性質を活用した最初の例としてはセメントの発明をあげるべきだろう。
人類最初のセメントとして9000年前のイスラエルで使われていた「気硬性セメント」が知られている。これは、砕いた石灰岩を熱して酸化カルシウムを生成させ、施工後にこれが空気中の水分や炭酸ガスと反応して炭酸カルシウムとなることを利用して硬化させる。
現在に近い水を加え水酸化カルシウムを生成させる「水硬性セメント」は、5000年前の中国や4000年前の古代ローマで利用され、同じころにピラミッド建設には焼石膏（硫酸カルシウム）の水和反応を利用する漆喰が用いられた。
この様にカルシウムは広く利用され身近な物質だったが、金属として単離するには電気分解の登場を待つ必要があった。1808年、ハンフリー・デービーが生石灰を酸化水銀とともに溶融電解し、金属カルシウムを得ることに成功した。

## 用途
セメント・モルタルなど、建設・建築用資材として多用され、現在でも使用量の大部分をコンクリート製品が占める。日本の生コン生産量は、ピーク時（1990年）には約2億立方メートルに達している。 多くの用途があるが、金属元素としての需要はマグネシウムに劣る。

### 建設・建築
セメント日本は石灰岩資源が豊かで、自給自足し輸出もしてきたが、近年は減少傾向で2009年度生産量は5800万トンと、ピーク時の半分程度となっている。生産量の4分の3をポルトランドセメントが占め、残りの大部分は高炉セメントである。
石材、窓材、彫刻白い大理石や、透明度の高い石膏が好んで利用される。しかし大理石や石灰岩は酸性雨により分解されてしまうため建築物の腐食による劣化が懸念される。
漆喰消石灰や苦灰石を固化剤とする。
モルタルおもに細骨材セメントが用いられる。
断熱材、保温材ケイ酸カルシウムを発泡させたもので耐火性を持ち、アスベスト代替品として用いられる。
石膏ボード石膏は不燃性でありなおかつ熱伝導性が低い。そして、石膏は熱を加えられると焼石膏になる。
{\displaystyle {\ce {CaSO4\cdot 2H2O(s)->CaSO4\cdot {\frac {1}{2}}H2O(s)\ +{\frac {3}{2}}H2O(g)}}}
この反応は吸熱過程(+117 kJ/mol)でありなおかつ、生じた液体の水が蒸発するときに気化熱を奪う。最終的に水蒸気は不活性ガスとして働き、炎への酸素の供給を減少させる。
これらの理由から、家やオフィスの内壁として用いられる耐火性壁板としても使われている。

### 工業
精錬酸素と結びつきやすい性質から、古より蛍石（フッ化カルシウム）が融剤として銅の精錬に用いられた。
製鉄、製鋼日本の生石灰生産量の半分を消費する。高炉の不純物除去剤として、鉄鉱石やコークスとともに投入され、シリカ、アルミナとスラグ（ケイ酸カルシウムアルミニウム）を作り銑鉄から分離する。また、造粒強化、熱効率改善、窒素酸化物削減効果を持つ。転炉ではおもにリン、硫黄の除去と温度調整効果を持つほか、高級鋼の炉外精錬に用いる。
非鉄金属鉱業還元剤としてチタンや希土類（還元拡散法）、ウランやプルトニウム。
酸化物陰極仕事関数が小さい熱陰極（真空管、ブラウン管、蛍光ランプなど）材料として、バリウム、ストロンチウムとともに三元酸化物として1950年ごろに用いられた。
合金添加剤マグネシウム合金に0.25 %添加すると、耐熱性が200–300 °C高い難燃性合金となる。
るつぼ、耐火材多孔質のカルシア（酸化カルシウム）は2000 °Cまで使用でき、触媒作用・吸収・汚染が少ない。
化学工業安価で安全なアルカリ剤として欠かせない。おもに消石灰（水酸化カルシウム）の石灰乳（水でスラリー状にしたもの）が用いられる。
マグネシア（酸化マグネシウム）製造消石灰により海水中の塩化マグネシウムを複分解回収する（おもに日本）。
ソーダ灰（炭酸ナトリウム）製造循環アンモニアの回収剤および塩化物イオンの吸収剤として使用する。
エポキシ樹脂製造原料のプロピレンオキサイドやエピクロルヒドリンの製造で、ケン化、中和、加熱を同時に進行させる。
カルシウムカーバイド（炭化カルシウム）アセチレン製造に必要で、高温電気炉で石灰とコークスを強熱して製造される。カーバイドの主要な用途はアセチレンの生成である。
{\displaystyle {\ce {CaC2(s) + 2H2O(l) -> Ca(OH)2(s) + C2H2(g)}}}
また、空気中の窒素とも反応しシアナミドイオンを作りメラミンプラスチックの主要な材料である。
{\displaystyle {\ce {CaC2(s) + N2(g) -> CaCN2(s) + C(s)}}}
さらし粉（次亜塩素酸カルシウム）生石灰に塩素を吸収させ、比較的安定で安価な消毒剤として広く使われている。
パルプ工業蒸解に使用した苛性ソーダ廃液（リグニンを含む黒液）を、燃焼分解して炭酸ナトリウム溶液とし、生石灰で再生する。
ガラス製造ソーダ石灰ガラスの原料として、ナトリウム、ケイ素、カルシウムの酸化物が用いられる。
排水処理無機酸性排水の中和に多用されるほか、フッ素、リン、重金属の除去に使用される。
排ガス処理火力発電所で硫黄酸化物吸収剤として排煙脱硫に利用され、副生する硫酸カルシウムは原料石膏となる。
ゴミ焼却炉炉などを腐食する塩化水素が大量に発生するため、生石灰、消石灰の粉末を吸収剤として煙道へ吹き込む。

### 食品工業、家庭用品ほか
製糖消石灰を粗糖溶液に加え炭酸ガスを吹き込み、炭酸カルシウムの吸着・凝集沈殿効果で精製する。
食品添加物コンニャクの凝固剤、豆腐の凝固剤、栄養強化剤として用いられる。
乾燥剤無水物の水和反応を利用し、酸化カルシウムや塩化カルシウムが用いられた。能力はシリカゲルに劣るが、押入れの湿気取りなどで利用される。
発熱剤酸化カルシウムの水和（発熱反応）を、携帯食品（弁当や飲み物など）を加熱する手段として用いる。
融雪剤塩カル（塩化カルシウム）による溶解熱、凝固点降下を利用している。
学校用品セッコウあるいは炭酸カルシウムはチョークに使われている。:炭酸カルシウム（かつては消石灰）はグラウンドの白線用ライン材などにも利用されている。
入浴剤湯を白濁させたりアルカリ性にして肌触りを変化させるため、炭酸カルシウムが利用される。
研磨剤炭酸カルシウムが歯磨き粉や消しゴムなどに用いられる。

### 農業畜産
農薬ボルドー液、石灰硫黄合剤、石灰防除などに使われる。
無機肥料苦土石灰、過リン酸石灰、硝酸カルシウムなどのほか、連作障害対策の土壌中和・殺菌兼用で生石灰、消石灰が使用される。
飼料家畜の栄養保健剤。

## カルシウムの化合物

### 無機塩
- 酸化カルシウム（CaO） - 生石灰
- 過酸化カルシウム（CaO2）
- 水酸化カルシウム（Ca(OH)2） - 消石灰
- フッ化カルシウム（CaF2） - 蛍石
- 塩化カルシウム（CaCl2⋅2H2O） - 塩カル
- 臭化カルシウム（CaBr2⋅2H2O）
- ヨウ化カルシウム（CaI2⋅3H2O）
- 水素化カルシウム（CaH2）
- 炭化カルシウム（CaC2） - カルシウムカーバイド
- リン化カルシウム（Ca3P2など）

#### オキソ酸塩
- 炭酸カルシウム（CaCO3） - 石灰石
- 炭酸水素カルシウム（Ca(HCO3)2） - 水溶液中にのみ存在
- 硝酸カルシウム（Ca(NO3)2⋅4H2O）
- 硫酸カルシウム（CaSO4⋅2H2O） - 石膏、すまし粉
- 亜硫酸カルシウム（CaSO3）
- ケイ酸カルシウム（CaSiO3またはCa2SiO4）
- リン酸カルシウム（Ca3(PO4)2）
- ピロリン酸カルシウム（Ca2O7P2）
- 次亜塩素酸カルシウム（Ca[ClO]2） - さらし粉
- 塩素酸カルシウム（Ca(ClO3)2）
- 過塩素酸カルシウム（中国語: 高氯酸钙）（Ca(ClO4)2）
- 臭素酸カルシウム（Ca(BrO3)2）
- ヨウ素酸カルシウム（Ca(IO3)2⋅H2O）
- 亜ヒ酸カルシウム（Ca3(AsO4)2）
- クロム酸カルシウム（CaCrO4）
- タングステン酸カルシウム（CaWO4） - 灰重石
- モリブデン酸カルシウム（CaMoO4） - パウエル石
- 炭酸カルシウムマグネシウム（CaMg(CO3)2） - 苦灰石
- ハイドロキシアパタイト（Ca5(PO4)3(OH)またはCa10(PO4)6(OH)2） - 水酸燐灰石

### 有機塩
- 酢酸カルシウム（Ca(CH3COO)2）
- グルコン酸カルシウム（C12H22CaO14）
- クエン酸カルシウム（Ca3(C6H5O7)2）
- リンゴ酸カルシウム（Ca(C2H4O(COO)2）
- 乳酸カルシウム（C6H10CaO6）
- 安息香酸カルシウム（C14H10CaO4）
- ステアリン酸カルシウム（Ca(C17H35COO)2）
- アスパラギン酸カルシウム（Ca(C4H6NO4)2）

## 同位体
カルシウムの原子番号20番は陽子の魔法数であり、安定同位体が4種と多い。さらに、中性子も魔法数である二重魔法数の同位体を2つ（40Ca、48Ca）持っている。40Caは安定核種の列から外れた位置にあるにもかかわらず、天然存在率が約97 %と著しく高い。一方の48Caも周囲を短寿命核種に囲まれながら、半減期430京年と極端に安定しており、存在率も46Caの数十倍である。

## 地球化学
カルシウムは古典的なクラーク数で、第5位に位置し、地殻中の存在率は3.39 %とされていた。現在は地球温暖化の主要因となる二酸化炭素を、炭酸カルシウムとして封じ込める役を持つとして関心が高まっている。カルシウムは主に炭酸カルシウムとして世界中の白亜、石灰岩、大理石の塊状鉱床として存在する。
石灰岩の成因は、海水中で炭酸カルシウムの溶解度を超えた水域で沈殿し生成される。
{\displaystyle {\ce {Ca^2+(aq) + CO3^{2-}(aq) <-> CaCO3(s)}}}
またそのほか、サンゴ虫が形成する外骨格に由来するサンゴ礁の寄与が大きいと考えられている。石灰岩中の二酸化炭素は、自然界では火山による熱変成作用や鍾乳洞でみられるような溶出により大気中に放出されるが、炭酸水素イオンとして水系に取り込まれやすいため、短期間でカルシウムやマグネシウムなどと難溶性塩を生成し、再び固定される。
{\displaystyle {\ce {Ca(HCO3)2(aq) ->CaCO3(s) +CO2(g) +H2O(l)}}}
大理石や石灰岩は建築物の素材としてよく用いられてきたが、酸による腐食作用に弱い性質を持つ
{\displaystyle {\ce {CaCO3(s) + 2H+(aq) -> Ca^{2+}(aq) + CO2(g) + H2O(l)}}}
天然に存在する炭酸カルシウムの結晶状態として方解石、アラゴナイト、バテライトがある。特に方解石の結晶形は２つの異なる屈折率を持ち、２つの像を結ぶため偏光顕微鏡の機能に欠かせないものとなっている。
ドロマイト(白雲石）CaMg(CO3)2は堆積物中に広く分布しており、ヨーロッパのドロミテ山塊全体にも含まれる。構造は炭酸イオンに対してマグネシウムイオンとカルシウムイオンが交互に配列しており、原油の成分である炭化水素の堆積物の多くがドロマイト岩中に存在する。この物質を実験室的に合成するには150 °C以上で行う必要があり、地表上の環境条件と異なるため、どうしてドロマイトが生成するのかは謎であった。主流である説としては石灰岩の地表が生成された後地中深くに埋められ、マグネシウムイオンを豊富に含む水が地層中を流れることでカルシウムイオンとマグネシウムイオンとで置換が行われたとする説である。

## 生化学
ヒトを含む動物や植物の代表的なミネラル（必須元素）である。カルシウムは真核細胞生物にとって必須元素であり、植物にとっても肥料として必要である。

### 生理作用
人体の構成成分としてのカルシウムは、成人男性の場合で約1キロを占める。おもに骨や歯としてヒドロキシアパタイト（Ca5(PO4)3(OH)）の形で存在する。
生体内のカルシウムは、遊離型・タンパク質結合型・沈着型で存在する。ヒトをはじめとする脊椎動物では、おもに骨質として大量の沈着型がストックされているが、細胞内のカルシウムイオンは外より極端に濃度が低く、その差は3桁に達する。同様の濃度差はカリウムとナトリウムでも見られるが、カルシウムでは細胞内濃度が厳密に保たれている。これは、真核細胞内の情報伝達を担うカルシウムシグナリングのためと考えられており、細胞膜にカルシウムイオンを排出するカルシウムチャネルが備えられている。
筋肉細胞では、収縮に関わるタンパク質（トロポニン）に結合することが不可欠である。カルシウムイオンは細胞内液にはほとんど存在せず、細胞外からのカルシウムイオンの流入や、細胞内の小胞体に蓄えられたカルシウムイオンの放出は、さまざまなシグナルとしての生理的機能がある。
筋肉細胞以外においても、カルシウムイオンは細胞収縮運動に重要な役割を果たす。その一つの例が、カルモジュリンである。これは平滑筋や非筋細胞におけるミオシンとアクチン繊維による収縮運動においてトロポニンの代わりの役割を果たす。カリモジュリンは4つのCa結合部位を持つ。Caイオンが結合することで高次構造が変化して活性型のカルモジュリン複合体を形成する。この4つの結合部位というのがミソで、これらの部位に対するリガンド(つまりカルシウムイオン)の結合親和性が巧みに制御されている。(これをアロステリック調節という。) 一つ部位にカルシウムが結合するごとに、他の部位に対するリガンドの結合親和性が漸次変化することで、リガンドの濃度変化に対して非常に敏感な調節が可能となるわけだ。
植物細胞では、乾燥重あたり1.8 %程度のカルシウムを含む。植物においてカルシウムはイオンとして存在し、おもに細胞壁、細胞膜外、液胞、小胞体に多く分布する一方、サイトゾル内の濃度は低く保たれている。植物細胞におけるカルシウムの生理作用は以下の4点である。
- 細胞壁の安定化
- 細胞膜の安定化
- 染色体の構造維持
- 二次メッセンジャーとして細胞内の情報伝達

植物はカルシウム不足になると、若葉が黄白色になったり、芯が腐ることがある。一方、カルシウム過多になると微量要素欠乏症になることがある。

### 薬理作用
カルシウムは便や尿として体外に排泄されるため、これを補う最低必要摂取量として、日本の厚生労働省は1日に700 mg（骨粗鬆症予防には800 mgを推奨）をあげている。
いくつかの症状に対し、医薬品として処方されることがある。定番となっている胃の制酸薬以外にも、カルシウム欠乏による筋肉の痙攣、くる病、骨軟化症、低カルシウム血症、骨粗鬆症の治療に、おもに経口摂取で用いるほか、血液中のリン酸濃度を抑制したい場合に用いる。また、栄養補助食品も広く販売されており、病気治療で食事制限中の場合や、重度の骨粗鬆症で大量摂取したいとき、食事量が落ちた高齢者などで効果が期待できる。
カルシウムの血中濃度が正常範囲を外れていると、骨からの出し入れ量を調節する副甲状腺機能の異常などが疑われる。健常者では体液内濃度は平衡に保たれ、妊娠期の女性も食物からの吸収能力が自然に増すため、偏った食生活でなければ追加摂取は必要ない。過剰摂取は高カルシウム血症やミルク・アルカリ症候群の原因となるため、一日摂取許容量上限として2300 mgが示されている。一方で、尿路結石の構成成分にシュウ酸カルシウムがあるため、カルシウムの摂取は結石形成に促進的に働くと考えられていたが、近年では一定量のカルシウム摂取はむしろ結石予防に有効であると指導するようになってきている。摂取されたカルシウムが腸管内でシュウ酸と結合し難溶性のシュウ酸カルシウムとして糞便で排泄されることで、尿路へと排泄されるシュウ酸量が減少するためである。

### 栄養所要量
推奨摂取量はさまざまに推定されているが長い期間での観察研究が不足しており、牛乳には健康上の懸念があるため、健康的で安全なカルシウムの源はまだ確立されていない。1000 mgを推奨するような大量のカルシウムの摂取は疑問視されており、それは骨折リスクが減少しないという証拠が集まっていることによる。
2002年の世界保健機関の報告書では、動物性タンパク質の摂取量が60 gから20 gへと40 g減少すると、カルシウム必要量が240 mg減少し、同様にナトリウムが2.3 g減少すると必要量は240 mg減少するという推定がある。

### 疫学
カルシウムは必須元素として以上の効果を期待され、いくつもの疫学調査が行われている。
- 有効性ありと判定された例[22]
  - 低カルシウム血症
  - くる病・骨軟化症
  - 制酸剤
- おそらく効果ありと判定された例
  - 閉経前後の骨量減少
  - 胎児の骨成長・骨密度増加（註：リバウンドを含め、出生後の追跡調査例見つからず）
  - 上皮小体亢進症（慢性腎機能障害患者）
- 可能性ありと判定された例
  - 骨粗鬆症、骨密度減少（ステロイドの長期間服用者でビタミンD併用時）
  - 高齢者における歯の損失
  - 歯へのフッ素の過剰沈着（小児でビタミンC・D併用）
  - 虚血性発作
  - 血圧減少（腎疾患末期）
  - 高血圧、子癇前症での血圧減少（カルシウム摂取不足の妊婦）
  - 直腸上皮の異常増殖、下痢（腸管バイパス手術を受けた人）
  - 妊娠中の腓(こむら)返り

骨粗鬆症診療ガイドラインでは、カルシウムのサプリメントの摂取は骨密度を2 %増やすが骨折率には変化がないため、すすめられる根拠がない（グレードC）に分類される。2015年のシステマティックレビューでは、ほとんどの研究がカルシウムと骨折との間に関連性を見出していないため、食事からのカルシウム摂取の増加が骨折を予防するという証拠はなく、カルシウムのサプリメントでは弱い証拠しかないがその結果に矛盾があった。
ハーバード大学の公衆衛生大学院によれば、カルシウム摂取のために乳製品がもっともよい選択かは明らかではないとする。乳製品以外のカルシウムの摂取源として コラード、チンゲンサイ、豆乳、ベイクドビーンズ が挙げられている。
ビタミンDは、小腸の腸細胞の柔もうを通じてカルシウムを吸収する際に、カルシウム結合タンパクの量を増加させるカルシウム吸収の要因として重要である。ビタミンDは、腎臓において尿からカルシウムが損失することを抑制する。

### 癌との関わり
2つの無作為化比較試験の国際コクラン共同計画によるメタ分析によると、カルシウムは大腸腺腫性ポリープをある程度抑制しうる可能性があることが発見された。
最近の研究結果は矛盾したものであるが、1つはビタミンDの抗癌効果について肯定的なものであり（Lappeほか）、癌のリスクに対してカルシウムのみから独立した肯定的作用を行っているとしたものである（以下の2番目の研究を参照のこと）。
ある無作為化比較試験は、1000 mgのカルシウム成分と400IUのビタミンD3は大腸癌に何も効果を示さなかった。
- ある無作為化比較試験は、1400–1500 mgのカルシウムサプリメントと1100IUのビタミンD3が塊状の癌の相対的リスクを0.402まで低下させることを示した[31]。ある疫学的研究では、高容量のカルシウムとビタミンDの摂取は更年期前の乳癌の発生リスクを低めていることが発見された[32]。
- 日本の国立がん研究センターが4万3000人を追跡した大規模調査では、乳製品の摂取が前立腺癌の発症率を上げることを示し、カルシウムや飽和脂肪酸の摂取が前立腺癌のリスクをやや上げることを示した[33]。